# Пшесмыцкий, Зенон

Герб Кушаба

Зенон Францишек Пшесмыцкий (пол. Zenon Przesmycki; 22 декабря 1861, Радзынь-Подляский — 17 ноября 1944, Варшава) — польский литературно-художественный критик, поэт, переводчик периода Молодой Польши.
Шляхетского происхождения из рода герба Кушаба. Учился в Италии, Чехии, Франции, Англии. Окончил варшавский университет. Юрист по образованию. В 1887—1888 годах одновременно с учёбой, редактировал столичный еженедельник «Жизнь» (пол. «Życiе») , которое сыграло большую роль в формировании модернистских тенденций в Польше.
В 1889—1900 годах З. Пшесмыцкий находился в Вене и Париже. После возвращения на родину в 1900 г. стал членом редколлегии краковского еженедельника «Жизнь». В 1901—1907 — издатель и главный редактор престижного литературно-артистического журнала Молодой Польши — «Химера» (пол. «Chimerа»). В независимой Польше З. Пшесмыцкий  короткое время находился на посту министра культуры и искусства, затем — президент польского общества защиты авторских прав. Член Польской Академии Литературы.

## Творчество
В 1893 году З. Пшесмыцкий опубликовал сборник стихов «Из чар молодости», в 1914 году — сборник «Pro arte». Как критика, З. Пшесмыцкого особенно интересовало пластическое искусство, в частности, японская гравюра, а также новые тенденции западной литературы, в том числе Рембо.
Важную роль в формировании польского модернизма сыграла его вступительная статья к сборнику переведённым им избранных драматических произведений М. Метерлинка (1894), в которой была изложена теория символизма.
Занимался литературными переводами, в том числе поэзии С. Малларме, П. Верлена, Э. По, О. Бржезины. Переводы вошли в том «У поэтов» (1921).
Благодаря «открытию» З. Пшесмыцким, в 1904 году получил посмертное признание польский поэт, драматург, прозаик Ц. Норвид, произведения и статьи о творчестве которого он начал публиковать, тем самым Норвид был причислен к крупнейшим польским поэтам наряду с Мицкевичем и Ю. Словацким.
З. Пшесмыцкий воспринимал искусство как средство облагораживания человечества и противопоставлял его массовой культуре коммерциализированного общества в эпоху индустриализации. Так, его статья Борьба с искусством  в журнале «Химера» в 1901 г. вызвала острую полемику со стороны «левых» сил, в частности, С. Бжозовского.